# Guerra bizantino-selgiuchide (1209-1211)
La guerra bizantino-selgiuchide fu combattuta tra il 1209 e il 1211, in Asia minore, tra bizantini e turchi selgiuchidi, fu un tentativo infruttuoso compiuto dal sultanato di Iconio di conquistare l'impero di Nicea.

## Contesto storico
Dopo la battaglia di Miriocefalo del 1176, i bizantini avevano patito numerose sconfitte dai Selgiuchidi. La morte di Manuele I Comneno (al potere dal 1143 al 1180), l'ultimo grande imperatore bizantino del XII secolo, avveniva nello stesso contesto in cui i greci subirono la perdita di Cotieo, Sozopoli e Ancira. Nel 1185, i bizantini furono presi di mira da un altro storico avversario, i normanni, i quali avviarono un'invasione su larga scala che distrusse gran parte della Grecia e che spinse l'Ungheria e i bulgari a invadere i territori bizantini settentrionali. I bulgari, in particolare, riuscirono a conquistare il nord della Tracia. Nel 1204, la stessa Costantinopoli fu espugnata dai crociati nell'ambito della quarta crociata e i restanti territori imperiali, vennero divisi in molti piccoli stati. Nacquero così tre stati bizantini, che ognuno rivendicava per sé la corona imperiale bizantina, il despotato d'Epiro in Albania e in Epiro, l'impero di Trebisonda nel Ponto e infine l'impero di Nicea, in Asia Minore.

## La guerra
Il trasferimento della capitale bizantina in Asia Minore inasprì il vecchio contrasto bizantino-selgiuchida, in quanto rappresentava un serio ostacolo all'avanzata turca verso la costa. Con la mediazione della Repubblica di Venezia, nell'anno 1200 il sultanato aveva concluso un'alleanza segreta con i latini. Dal canto suo Teodoro I Lascaris si alleò con il re Leone II della Piccola Armenia in Cilicia, che si sentiva anche lui minacciato dal sultanato di Iconio. In queste critiche condizioni, ciò lo rendeva necessario, in quanto l'impero di Nicea fu attaccato dal sultano d'Iconio Kaykhusraw I nel 1207 e perse il possesso della città di Antalya. 
Il pretesto contro il giovane impero greco venne offerto ai Selgiuchidi dall'ex imperatore Alessio III, che dopo una lunga permanenza nel territorio europeo, si recò alla corte del sultano di Iconio, chiedendo di venire aiutato a ritornare al potere. A quel punto, il sultano poteva conferire ai suoi piani di conquista una veste di legittimità, pretendendo che Teodoro Lascaris cedesse il trono a suo suocero. Quando le ostilità scoppiarono nel 1209, le battaglie presso Antiochia, sul Meandro, furono accanite e cruente. Le forze estremamente risicate dell'imperatore di Nicea, il cui nucleo era costituito da una piccola schiera di ottocento mercenari latini, subirono gravi perdite tra il 1209 e il 1210. Malgrado questa travagliata prima fase del conflitto, nella primavera del 1211 Teodoro uscì vittorioso dalla lotta. Il sultano stesso cadde in battaglia, mentre il deposto imperatore Alessio III fu fatto prigioniero e concluse la sua vita in un monastero di Nicea.

## Conseguenze
Nella sostanza, la vittoria non procurò alcun vantaggio territoriale tangibile all'impero di Nicea, ma il suo effetto psicologico fu straordinario. Il giovane impero era riuscito a imporsi in un logorante conflitto contro gli infedeli con successo. L'impero di Nicea fu in grado nel 1261 di riuscire a riconquistare Costantinopoli e riprendersi a pieno diritto la corona imperiale bizantina.